# سكربت دوت نت
هي لغة البرمجة التي توفر وظائف في (metaprogramming) في تطبيقات مايكرسوفت.نت ويسمح وقت التشغيل بتنفيذ وظائف مخصصة على غرار VBA في تطبيقات مايكروسوفت أوفيس

## معمم الأجسام
وتشمل ما يسمى "Mutantic Framework" التي تأخذ من نوع خاص "meta" للسيطرة على الأشياء من أي نوع كان. وهو يتألف من مجموعة من الطبقات، من أبرزها هو "DataMutant" . تنفذ مبادئ الطور عدة وجوه :
التعريف
الطور هو موضوع خاص يمكن أن يكون له جميع الممتلكات (الميادين والأساليب، وما إلى ذلك) ، ويمكن تحويله إلى أي نوع من الأنواع. فإن مثل هذا التحول معاني الكلمات (أو الإحالة) عملية مشروطة.
هناك مشغل خاص : يدعى = Mutantic معمم أو الإحالة. والغرض منه هو إسناد قيم الحقول DataMutant المقابلة لمجالات الجسم من أي نوع كان.

## وصلات خارجية
- أحدث الإصدارات.
- الصفحة الرئيسة لسكربت.نت.
- امثلة اللغة.